# Hope, Arkansas
Hope är en stad (city) i Hempstead County i delstaten Arkansas, USA. Hope är administrativ huvudort (county seat) i Hempstead County. Här föddes Bill Clinton, Mike Huckabee och Sarah Huckabee Sanders.